# 楊津 (北魏)
楊津（469年—531年），字羅漢，本名延祚，魏孝文帝令其改名。恒農郡華陰县（今陕西華陰东南）人，中国南北朝北魏軍人、官僚，楊懿第五子。

## 生平
杨津为北魏名臣杨播、杨椿之弟，年仅十一岁，便任职侍御中散。当时魏孝文帝年幼，文明太后臨朝称制，掌握北魏朝政。杨津自小性格正直谨慎，凡事皆依礼而行。一次，文明太后上朝，杨津侍奉左右，忽然咳逆失声，呕吐数升，他唯恐在太后面前失礼，便将呕吐物皆藏入衣袖中。太后询问缘故，杨津以实情相告。太后以楊津敬慎诚实，任命他为符璽郎中。楊津置身禁中，不外交遊，一族姻戚多作回避。司徒馮誕与杨津少年交友，杨津见他贵宠，不再和他过多往来。
杨津转任振威将軍，兼監曹奏事令。为直寝，转任太子步兵校尉。494年（太和十八年），孝文帝南征，楊津为都督征南府長史，進軍懸瓠，加号直閤将軍。495年（太和十九年），从孝文帝渡淮水。馮誕去世，楊津受孝文帝之命送馮誕灵柩回洛陽。依然直閤，转任長水校尉。501年（景明二年），魏宣武帝出遊北邙山，楊津陪从，发觉咸陽王元禧谋反計划，宣武帝入華林。直閤中半数参与元禧谋反計划。宣武帝以楊津为左中郎将，依然直閤，转任驍騎将軍。後出任征虜将軍、岐州刺史，勤于政务，孜孜不倦。杨津母亲去世，辞職服喪。
515年（延昌四年），再起用为右将軍、華州刺史，免除前任所定苛捐杂税。後召還洛陽，任北中郎将，兼河内郡太守。灵太后以为他不忠心于自己，左遷为平北将軍、肆州刺史。转任平北将軍、并州刺史。後召還洛陽，受号右衛将軍。
525年（孝昌元年），加散騎常侍之位。以本官行定州事。六鎮之乱波及河北，乱军进逼旧都代郡平城，楊津加号安北将軍，假抚军将军、北道大都督、右卫。转任左衛，加号撫軍将軍。526年（孝昌二年），楊津討伐反乱，出据灵丘，鮮于修礼在博陵郡起兵，定州危急，楊津回师南返。至城下，营垒未立，楊津以定州軍敗，率军入定州（中山）城内，继续战斗。敌军退却，楊津任衛尉卿，加鎮軍将軍、討虜都督，兼吏部尚書、北道行台。楊津与乱軍元洪業、尉灵根、程杀鬼、潘法显写信，劝他们归顺。元洪業杀害鮮于修礼，杜洛周再率乱軍包围定州。楊津受号衛将軍，封开国县侯。北魏朝廷救援不能抵达，楊津派遣長子楊遁找柔然阿那瓌请求救援。阿那瓌派从祖吐豆发率领騎兵一万進軍，先鋒抵达广昌，柔然兵被阻。吐豆发持疑撤退。528年（武泰元年），定州長史李徽伯将乱軍引入城内，楊津被杜洛周所擒，定州陷落。葛荣将杜洛周乱軍呑併，楊津继续被葛荣囚禁。同年（永安元年），葛荣敗於爾朱荣，楊津被救出，回到洛陽任衛将軍、荊州刺史，加散騎常侍、荊州都督。
楊津以定州州城陷落失敗的缘故固辞，不去荊州赴任。529年（永安二年），兼吏部尚書，受位車騎将軍・左光禄大夫。元顥北進，魏孝庄帝计划親征，任命楊津为中軍大都督、兼領軍将軍。实际親征未行，魏孝庄帝逃亡河内郡，元顥入洛陽。元顥失败后，撤退出洛陽，楊津入宮中扫洒干净，让次子楊逸封闭府庫，各令防守警備。魏孝庄帝归还洛陽，楊津到北邙山迎接。楊津被任命为司空，加侍中。
530年（永安三年），爾朱荣被殺害，楊津以侍中、司空，都督并肆燕恒云朔显汾蔚九州諸軍事、驃騎大将軍、兼尚書令、北道大行台、并州刺史，委任对抗北方爾朱氏。楊津赴鄴城，部下只有羽林五百人，兵力寡弱。募集兵士，计划从滏口入并州。这时，爾朱兆攻陷洛陽。相州刺史李神想要和他举城归附爾朱氏，楊津不从。楊津的次子光州刺史楊逸、兄子東道行台楊昱協議经略東方作战，在济州渡黄河。这时，爾朱仲遠攻陷東郡，作战计划落空，于是回到洛陽。531年（普泰元年）七月，楊津在洛陽被殺害，享年六十三岁。532年（太昌元年），追贈都督秦華雍三州諸軍事大将軍・太傅・雍州刺史，諡孝穆。

## 家庭

### 兄弟姐妹
- 杨播，北魏使持节、都督定州诸军事、安北将军、定州刺史、华阴莊伯
- 杨椿，北魏侍中、车骑大将军、开府仪同三司、太保
- 杨颖，北魏华州别驾
- 杨顺，北魏骠骑将军、左光禄大夫、天柱府长史、三门县伯
- 杨舒，北魏伏波将军、参太尉高阳王府事
- 杨阿难，追赠中散
- 杨𬀩，北魏安南将军、武卫将军、南北二华州大中正
- 杨氏，司空府参军事元馗之母

### 夫人
- 源显明，北魏太尉公、凉王源跋孙女，北魏特进、骠骑大将军、冯翊惠公源怀之女，熙平元年八月廿五日（516年10月6日）去世，同年十一月廿一日甲申（516年12月30日）葬于仙乡乾渠里[1]

### 子女
- 杨遁，长子，北魏征东将军、金紫光禄大夫
- 杨逸，次子，北魏平东将军、广州刺史、华阴贞男
- 杨遵智，第三子，北魏卫将军、金紫光禄大夫、弘农伯
- 杨愔，北齐特进、开府仪同三司、骠骑大将军、尚书令
- 杨岐，吕州刺史
- 杨氏，嫁北齐扬州刺史郭元贞[2]